# Бороденко Алім Миколайович
Алі́м Микола́йович Бороде́нко — солдат Збройних сил України.

## З життєпису
2012 року виступав за любительську футбольну команду ФК «Нива» (с. Антонівка). Здобув професійно-технічну освіту.
2015 року кандидував до Новоодеської районної ради. Завідує будинком культури в селі Антонівка.

## Нагороди
За особисту мужність і героїзм, виявлені у захисті державного суверенітету та територіальної цілісності України, вірність військовій присязі під час російсько-української війни нагороджений
- орденом «За мужність» III ступеня (4.12.2014)